# Arthur Lyon Bowley
Arthur Lyon Bowley (ur. 6 listopada 1869 w Bristolu, zm. 21 stycznia 1957) – brytyjski statystyk i ekonomista, specjalista statystyki ekonomicznej, pionier próbkowania w badaniach społecznych. Laureat Medalu Guya (1935).

## Życiorys
Urodzony 6 listopada 1869 r. w Bristolu jako jeden z siedmiorga rodzeństwa. Ojciec zmarł rok po jego narodzinach. W latach 1879–1888 uczęszczał do szkoły Christ's Hospital, po czym otrzymał stypendium Trinity College na Uniwersytecie Cambridge na studia matematyczne. W czasie studiów poznał Alfreda Marshalla i pod jego wpływem zajął się ekonomią statystyczną. Za swoją pracę Account of England's Foreign Trade otrzymał Nagrodę Cobden Essay. Marshall sterował karierą Bowleya, rekomendując go pracodawcom i doradzając.
Po ukończeniu Cambridge Bowley nauczał matematyki w latach 1893–1899. W międzyczasie od 1895 roku publikował prace z zakresu ekonomii statystycznej. W 1895 r. uruchomione zostały London School of Economics, a Bowley został wykładowcą na pół etatu. Ze szkołą pozostał związany do 1936 r. Jednocześnie wykładał w innych miejscach, w tym przez 10 lat na University College. W 1913 r. doktoryzował się, a dwa lata później został profesorem London School of Economics, a w 1919 r. objął utworzoną wówczas katedrę statystyki, jedną z pierwszych w Wielkiej Brytanii.
Bowley opublikował szereg prac dotyczących dochodów i płac, w latach 1920. i 1930. badał także dochód narodowy. Mniej więcej w 1910 r. zajął się statystyką w naukach społecznych. Jedną z jego innowacji było zastosowanie próbkowania. Bowley opisał swoje podejście do kwestii doboru próby w pracy wydanej w 1926 r.
W 1922 r. Bowley został członkiem British Academy, a w 1950 roku uzyskał tytuł szlachecki. Należał do Royal Economic Society i Econometric Society, pełnił także funkcję przewodniczącego Royal Statistical Society. Komandor Orderu Imperium Brytyjskiego (1937 r.).
W 1904 r. ożenił się z Julią Hilliam, para miała trzy córki. Zmarł 21 stycznia 1957 r.